# Stenomantispa ilsae
Stenomantispa ilsae är en insektsart som först beskrevs av Hermann Stitz 1913.  Stenomantispa ilsae ingår i släktet Stenomantispa och familjen fångsländor. Inga underarter finns listade i Catalogue of Life.